# 長崎尚志
長崎尚志（1956年1月14日—）是日本的漫畫編輯、漫畫原作者、漫畫製作人及小說家。

## 經歷
長崎尚志出生於宮城縣仙台市，小時候在名古屋、東京、橫濱、金澤等地度過。1980年進入小學館成為漫畫編輯，他負責過《Big Comic》、《週刊少年Sunday》、《Big Comic Original》和《Big Comic Superior》等雜誌。1999年7月，他被任命為《Big Comic Spirits》主編。他於2001年辭去小學館職務，成為自由職業者，後來成為漫畫原作者。他尚以東周齋雅樂、江戶川啟視和理察·吳等筆名進行創作。